# Haris Kadrić
Haris Kadrić, slovenski nogometaš, * 16. marec 2000, Velenje.
Kadrić je profesionalni nogometaš, ki igra na položaju napadalca. Od leta 2024 je član slovenskega kluba Nafta 1903. Ped tem je igral za slovenske klube Bravo, Olimpija Ljubljano, Rudar Velenje, Triglav Kranj, Aluminij in Gorica, srbska Kolubaro in Voždovac ter poljske Podbeskidzie. Skupno je v prvi slovenski ligi odigral 80 tekem in dosegel sedem golov. Z Olimpijo je osvojil Pokal Nogometne zveze Slovenije leta 2019. Bil je tudi član slovenske reprezentance do 18, 19 in 21 let.